# 枚方市立中宮小学校
枚方市立中宮小学校（ひらかたしりつ なかみやしょうがっこう）は、大阪府枚方市中宮山戸町にある公立小学校。

## 沿革
枚方市立明倫小学校および枚方市立山田小学校の2校の校区を再編し、1972年に開校した。

### 年表
- 1972年4月1日 - 枚方市立中宮小学校として、現在地に開校[2]。
- 1973年4月 - 校歌制定[3]。
- 2009年2月 - 枚方市学習環境整備PFI事業によるエアコンの設置、校庭の芝生化、壁面緑化[2][4]。

## 交通
- 京阪交野線 宮之阪駅。